# Happy Hour (The Housemartins)
Happy Hour is een single van de Britse alternatieve-rockband The Housemartins. Het is afkomstig van het album London 0 Hull 4. Het geldt als een van de bekendste nummers van The Housemartins.
De single behaalde de derde positie in de UK Singles Chart. In België stond het nummer 3 weken in de Ultratop.